# Kempynus crenatus
Kempynus crenatus är en insektsart som beskrevs av Adams 1971. Kempynus crenatus ingår i släktet Kempynus och familjen vattenrovsländor. Inga underarter finns listade i Catalogue of Life.